# Rijksbeschermd gezicht Oosterwijk
Gezicht Oosterwijk is een van rijkswege beschermd dorpsgezicht in Oosterwijk in de Utrechtse gemeente Vijfheerenlanden. De procedure voor aanwijzing werd gestart op 27 februari 2009. Het gebied werd op 9 juni 2011 definitief aangewezen. Het beschermd gezicht beslaat een oppervlakte van 182,4 hectare.
Gezicht Oosterwijk is gelegen aan de Noorder Lingedijk met de kern Oosterwijk ten westen van Leerdam. Het gebied toont de sporen van de eeuwenlange strijd van de mens tegen het water. Een van de opvallendste overblijfselen is de grote waterkolk, het wiel Barendrecht ontstaan in 1820 toen de dijk in Oosterwijk bezweek. Het is nu nog zichtbaar als een groot gat midden in het dorp. Niet alleen de kern van het dorp aan de rivieroever maar ook de dijken, de open plaatsen van dijkdoorbraken, sporen van dijkherstel, de binnendijkse bebouwing en het omliggende open weidelandschap met strokenverkaveling behoren tot het gebied dat is aangewezen.
Panden die binnen een beschermd gezicht vallen krijgen niet automatisch de status van beschermd monument. Wel zal de gemeente het bestemmingsplan aanpassen om nieuwe ontwikkelingen in het gebied te reguleren. De gezichtsbescherming richt zich op de stedenbouwkundige en cultuurhistorische waardering van een gebied en wil het toekomstig functioneren daarvan veiligstellen.